# Franz Reichetzer
Franz Reichetzer (* 3. März 1770, anderes Datum 3. Mai 1770 in Wien; † nach 1843) war ein Bergrat während des Kaisertums in Österreich.

## Leben
Franz Reichetzer war der Sohn seines gleichnamigen Vaters Franz Reichetzer; er hatte noch eine Zwillingsschwester sowie eine jüngere Schwester.
Er studierte Bergwesen und lehrte nach dem Studium in diesem Fach. Anfangs unterrichtete er von 1805 bis 1809 am Lehrstuhl für Mathematik und Physik sowie von 1809 bis 1812 am Lehrstuhl für Bergbaukunde und Bergrecht an der Schemnitzer Bergakademie und kam 1812 als Inspektor in das Hammerwerk nach Weyer in Österreich ob der Enns.
1814 wurde er Wirklicher Hofsekretär an der Hofkammer im Münz- und Bergwesen in Wien; dort wurde er 1818 zum Bergrat ernannt.
1812 veröffentlichte er, mit Unterstützung von Rudolph von Wrbna, seine Schrift Anleitung zur Geognosie, insbesondere zur Gebirgskunde, die 1820 in zweiter Auflage erschien.
Er besaß auch eine umfangreiche oryktognostische und geognostische Sammlung, die er im Laufe von 30 Jahren selbst gesammelt und nach dem System seines Lehrers Abraham Gottlob Werner geordnet hatte. Die oryktognostische Sammlung bestand aus etwa viereinhalbtausend Stück in zwei- bis dreizölligem Format; allerdings fehlen nähere Angaben über die Stärke seiner geognostischen Sammlung. Seine Sammlung vermachte er dem Hof-Naturalien-Cabinett in Wien.
Er stand mit dem Naturwissenschaftler Belsazar Hacquet und mit dem Mineralogen Johann Georg Lenz von der Societät für die Gesammte Mineralogie im Briefwechsel.
Am 25. August 1843 besuchte er die 1842 eröffnete Walhalla bei Regensburg.

## Mitgliedschaften
Franz Reichetzer war Mitglied der Landwirtschaftsgesellschaft (heute Landwirtschaftskammer Österreich) in Wien, der mährisch-schlesischen Gesellschaft des Ackerbaus in Brünn und der mineralogischen Sozietät in Jena.

## Schriften (Auswahl)
- Anleitung zur Geognosie, insbesondere zur Gebirgskunde. Wien 1821 (2. Auflage).